# Bracon amaniensis
Bracon amaniensis är en stekelart som beskrevs av Szepligeti 1914. Bracon amaniensis ingår i släktet Bracon och familjen bracksteklar. Inga underarter finns listade.